# Sciara rimiscutellata
Sciara rimiscutellata är en tvåvingeart som beskrevs av Günther Enderlein 1912. Sciara rimiscutellata ingår i släktet Sciara och familjen sorgmyggor.
Artens utbredningsområde är Seychellerna. Inga underarter finns listade i Catalogue of Life.